# Дрина (футбольный клуб)
«Дри́на» ― футбольный клуб из Республики Сербской, Босния и Герцеговина. Базируется в городе Зворнике, клуб был основан в 1945 году и в настоящее время играет в Первой лиге Республики Сербской. Клуб принимает гостей на «Городском Стадионе», вмещающем 3020 зрителей. Название «Дрина» клуб получил по имени реки, на которой стоит город Зворник.

## История
Футбол начал развиваться в Зворнике вскоре после первой мировой войны. Первый официальный матч был сыгран в 1924 году между командами городов Зворник и Сребреница. В 1933 году в городе образуется первый футбольный клуб «Змаж од Ноцажа», вскоре появляется и второй клуб «Слога». Перед второй мировой войной они были расформированы и создан клуб «Омладинац». После второй мировой войны был создан клуб «Дрина», первым президентом клуба стал Никола Мастилица, первый официальный матч клуб сыграл 17 мая 1946 года в Тузле против местной «Слободы». Во времена существования союзной Югославии, «Дрина» выступала в низших региональных лигах, после распада Югославии, «Дрина» вступила в образованную лигу Республики Сербской. В лиге Республики Сербской клуб поначалу выступал с переменным успехом, неоднократно вылетая во второй дивизион, но к концу 2000-х годов, клуб окреп и в сезоне 2009/10 одержал победу в первой лиги Республики Сербской. В сезоне 2010/11 «Дрина» дебютировал в премьер-лиге Боснии и Герцеговины. Проведя один сезон, «Дрина» вылетела в первую лигу Республики Сербской, из которой команда вновь вышла в премьер-лигу по итогам сезона 2013/14. В сезоне-2015/16 заняла предпоследнее 15-е место и вылетела в первую лигу Республики Сербской.

## Достижения
Первая лига Республики Сербской
- Победитель (2)

2009/10
2013/14

## Известные игроки
- Никола Василевич
- Миленко Милошевич
- Самир Муратович